# Онищенко Ксенія Петрівна
Ксенія Петрівна Они́щенко (нар. 10 січня 1929, Красносілка) — українська радянська художниця тканин.

## Біографія
Народилася 10 січня 1929 року в селі Красносілці (нині Хмельницька область, Україна). 1951 року закінчила Київське училище прикладного мистецтва, де навчалася у Пелагеї Глущенко, Сергія Колоса. Працювала на Чернівецькому текстильному комбінаті.

## Творчість
Створювала малюнки для:
- меблевих тканин: «Стилізовані бутончики» (1955), «Квадратики» (1967), «Струмочки» (1968), «Гілочки» (1970);
- портьєрних тканин: «Українська» (1955);
- скатерок: «Орнаментальна» (1964);
- килимів-покривал: «Троянди» (1953), «Буковинський» (1962), «Оченята» (1971).